# 김정현 (소설가)
김정현(1957년 ~  )은 대한민국의 소설가이다. 1957년 경상북도 영주시에서 태어났으며, 서울시경(현.서울지방경찰청) 강력계 형사로 13년간 일했다. 1991년 《함정》을 발표, 작가로 데뷔했는데, 대표작은 《아버지》이 있다. 1996년 출간돼 100만 부가 나간 김정현의 《아버지》는 이듬해 제15대 대선 분위기에도 열기가 식지 않았다. '신간은 한 해 장사'라는 통설을 뒤집고 ‘아버지’는 외환위기와 맞물려 1997년에도 100만 부 넘게 팔렸다. 가족소설만 맴돈다는 비난을 의식했던 탓인지 《가족》의 집필은 어느 때보다 힘들었다. 2006년 11월부터 6개월간 하루 20시간씩 책상에 앉은 끝에 완성했다. 200자 원고지 800장가량을 채우다가 갈아엎고, 처음부터 다시 시작하기만을 6번이나 거듭했다.

## 발표작품
- 《함정》
- 《아버지》
- 《전야》
- 《길없는사람들》
- 《아들아 아들아》
- 《아버지의 편지》
- 《어머니》
- 《가족》
- 《중국읽기》
- 《무섬신화》
- 《외사랑》
- 《안중근, 아베를 쏘다》(2014)ISBN 9788970638225